# Lagoa de Baixo
Lagoa de Baixo é um povoado pertencente ao município de Rubelita, estado de Minas Gerais. Localizada a partir da BR 251, sentido Salinas, após o quilômetro 341, primeiro trevo à direita, cerca de oito quilômetros de estrada de terra. Foi criada a partir da doação de terras para a construção da igreja de São José. A doação foi feita por Marcolino Teixeira Morais, um famoso agricultor que morava na região. Pelo ano de 1905 surgiram as primeiras casas ao contorno da Igreja São José, a partir daí vieram os primeiros moradores da região e vendo que ali seria um bom lugar pra se viver, começaram a expandir o território. O nome Lagoa de Baixo vem das lagoas que contornam o lugar. São cerca de cinco lagoas que na época das chuvas enchem de água e prevalecem até a próxima época de chuvas. Em Lagoa de Baixo está localizada a Escola Estadual do Povoado de Lagoa de Baixo que vem destacando no cenário estadual e nacional devido aos seus rendimentos em proficiência na alfabetização.   Ela faz parte das 35 escolas públicas brasileiras que se destacam por conseguir, mesmo em condições adversas, garantir um bom aprendizado aos alunos no ensino fundamental.  